# 関西クローズアップ
『関西クローズアップ』（かんさいクローズアップ）は、2000年4月7日から2008年3月まで、関西地方のNHK総合で放送されたNHK大阪放送局制作の地域情報番組である。

## 概要
放送時と同時期に起きた関西地方のローカルニュースの中から、特に視聴者の関心が高いテーマを毎週一つ取り上げて、ドキュメントとスタジオでの担当記者・ゲストとのトークを展開した（全編VTR構成の場合もある）。
番組の放送内容は、放送当日の『かんさいニュース1番』の特集コーナーと連動させた番組構成となる場合もあり、また好評だった放送内容については後日、全国放送の番組（『NHKネットワーク54』、『クローズアップ現代』など）として放送されたこともある。

## 備考
- この番組以前も、主に木曜日や土曜日を中心に地域情報番組（『タウンタウン』『シルクロード・ロマンの旅』（1988年の「なら・シルクロード博覧会」に併せて制作）『発信基地』など）を放送していたが、2000年4月から毎週金曜日の放送となり、『クローズアップ現代』の関西版という位置づけでこのタイトルになる。
- 放送開始当初は地上デジタル放送でも4:3サイズでの放送で、全編VTR取材構成の場合のみハイビジョン制作であったが、2007年7月6日放送分よりスタジオ設備もHD化された為、全面的にハイビジョン製作に変わった。
- 2008年4月4日から新シリーズ・『かんさい熱視線』がスタートした。

## 放送時間
- 2000年4月7日 - 2000年9月29日

金曜日 19:35 - 20:00（再放送 土曜日 17:30 - 17:55）
- 2000年10月6日 - 2008年3月

金曜日 19:30 - 19:55（再放送 変わらず、『NHKニュース7』の枠縮小に伴い、5分繰上げ）
2007年4月9日からは、月曜日の11:05 - 11:30にも再放送枠が設けられた。
なお2005年度までは、毎年1回から2回程度20:43まで延長した特別編を放送していたが、2006年度からは『かんさい特集』にその役割を譲った。また毎月1回（原則月末）は『関西もっといい旅』を放送する為休止するほか、『かんさい特集』を19:30から放送する場合や、祝日に当たる場合、お盆・春休みの特別編成時も休止となる。更に土曜日の再放送は、大相撲などのスポーツ中継のために、度々休止となった。

## キャスター
- 岡野暁(おかの・あかつき)（2000年4月 - 2004年3月）
- 山下清貴(やました・きよたか)（2004年4月 - 2006年3月）
- 澗隨操司(かんずい・そうし)（2006年4月 - 2008年3月）
- 全編VTR構成の場合は、他のアナウンサーがナレーターを担当した。